# Borovnjak Veliki
Koordinati:   43°42′10″N, 15°39′47″E
Borovnjak Veliki je majhen nenaseljen otoček v Jadranskem morju, ki pripada Hrvaški.
Borovnjak Veliki, v nekaterih zemljevidih imenovan tudi Borovnjak Veli, leži v Kakanskem kanalu med otokoma Kakan in Kaprije. Njegova površina meri 0,234 km². Dolžina obalnega pasu je 1,81 km. Najvišji vrh otočka je visok 26 mnm.